# Jac Schaeffer
Jacqueline Schaeffer (nacida el 26 de octubre de 1978) es una guionista y productora estadounidense conocida por su debut cinematográfico de 2009 TiMER y por su trabajo en el Universo cinematográfico de Marvel creando la miniserie de televisión de Disney+ WandaVision y coescribiendo la historia inicial de la película Black Widow.

## Vida y carrera
Schaeffer creció en Agoura Hills, California y se inspiró en los cineastas Quentin Tarantino, Robert Rodríguez, Allison Anders y Lisa Cholodenko cuando era adolescente. Schaeffer se graduó en la Universidad de Princeton con una licenciatura en inglés en 2000 después de completar una tesis de último año de 81 páginas, titulada "Splinter in the Mind: The Dilemma of the Political Dystopian Protagonist and the Cyberpunk Hero", bajo la supervisión de Maria DiBattista. Posteriormente obtuvo una Maestría en Bellas Artes en Producción Cinematográfica de la Escuela de Artes Cinematográficas de la USC. Escribió para el grupo de teatro Princeton Triangle Club, donde interpretó versiones de ella misma. Ella es judía por parte de padre, y tiene dos hijos. Escribió, produjo y dirigió su primer largometraje, una comedia romántica de ciencia ficción llamada TiMER, protagonizada por Emma Caulfield. La película se estrenó en el Festival de Cine de Tribeca de 2009 y tuvo un lanzamiento limitado en Estados Unidos un año después.
Schaeffer escribió The Hustle, una nueva versión de Dirty Rotten Scoundrels protagonizada por Anne Hathaway y Rebel Wilson, que se estrenó en mayo de 2019. Schaeffer también está desarrollando su guion de The Shower (incluido en la lista negra) con Hathaway.
Schaeffer contribuyó al guion de la película de Marvel Studios, Capitana Marvel, con Geneva Robertson-Dworet, Anna Boden y Ryan Fleck. La película se estrenó el 8 de marzo de 2019.
Schaeffer también escribió la película de Marvel Studios Black Widow protagonizada por Scarlett Johansson, hasta que fue reemplazada por Ned Benson, quien a su vez fue reemplazado por Eric Pearson. Marvel también la contrató para escribir el primer y último episodio y desempeñarse como escritora principal de la miniserie de Disney+ WandaVision, en enero de 2019. En mayo de 2021, firmó un contrato general de tres años con Marvel Studios y 20th Television para desarrollar proyectos para ellos, incluido un spin-off de WandaVision titulado Agatha All Along (2024), centrado en Agatha Harkness. También estaba previsto que trabajara en un segundo spin-off de WandaVision, titulado Vision Quest y centrado en Visión, antes de abandonar el proyecto en septiembre de 2024 debido a problemas de programación con Agatha All Along.

## Filmografía

### Cine y televisión
| Año  | Título                  | Directora | Guionista     | Productora | Notas        |
| ---- | ----------------------- | --------- | ------------- | ---------- | ------------ |
| 2009 | TiMER                   | Si        | Si            | Si         |              |
| 2017 | Olaf's Frozen Adventure | No        | Si            | No         | Cortometraje |
| 2019 | Capitana Marvel         | No        | Sin acreditar | No         |              |
| 2019 | The Hustle              | No        | Si            | No         |              |
| 2021 | Black Widow             | No        | Historia      | No         |              |

### Miniseries
| Año  | Título           | Directora | Guionista | Creadora | Productora ejecutiva | Notas                                    |
| ---- | ---------------- | --------- | --------- | -------- | -------------------- | ---------------------------------------- |
| 2021 | WandaVision      | No        | Si        | Si       | Si                   | Escribió 3 episodios                     |
| 2024 | Agatha All Along | Si        | Si        | Si       | Si                   | Escribió 2 episodios Dirigió 3 episodios |